# Aérodynamique
 (février 2021).
Si vous disposez d'ouvrages ou d'articles de référence ou si vous connaissez des sites web de qualité traitant du thème abordé ici, merci de compléter l'article en donnant les références utiles à sa vérifiabilité et en les liant à la section « Notes et références ».

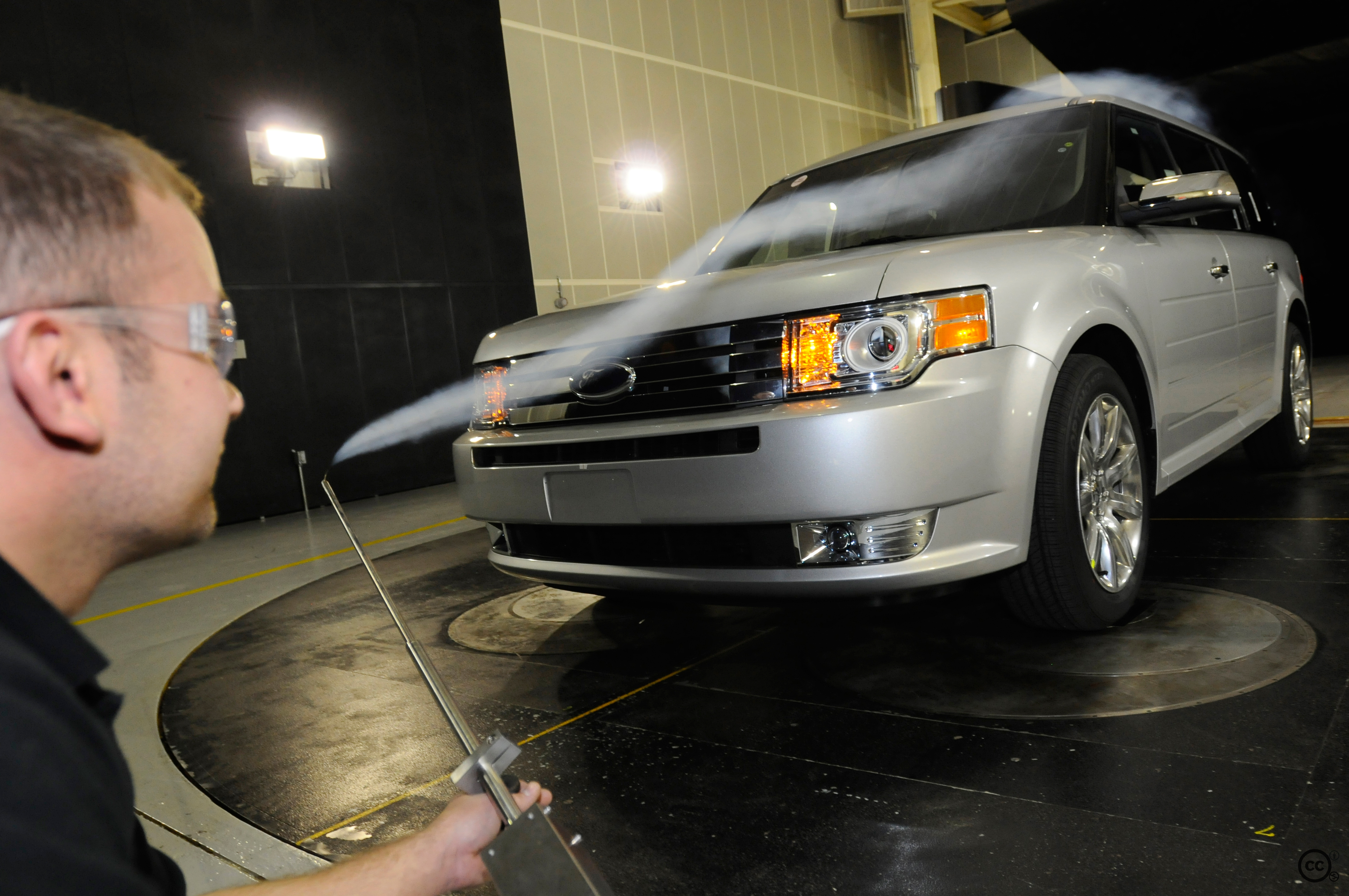
Test aérodynamique sur une voiture.

Quelques corps et leur coefficient de traînée (en référence à leur surface frontale).

L'aérodynamique () est une branche de la dynamique des fluides qui étudie les écoulements d'air, et leurs effets sur des éléments solides. Dans des domaines d'application tels que le design, des éléments d'aérodynamique sont repris du point de vue humain et subjectif, sous le nom d'aérodynamisme, avec des considérations, par exemple, sur les formes pouvant apparaître comme favorables à l'avancement.
L'aérodynamique s'applique aux déplacements des véhicules (aérodynes, automobiles, trains), aux systèmes de propulsion (hélices, rotors, turbines, turboréacteurs), aux installations fixes dans un air en mouvement subissant les effets du vent (bâtiments, tours, ponts) ou destinés à la production d'énergie (éoliennes), aux systèmes transformant une énergie aérodynamique en énergie mécanique et vice versa (turbines, compresseurs).

## Types d’aérodynamique
Le champ d’études peut se subdiviser en aérodynamique incompressible et compressible en fonction du nombre de Mach, c'est-à-dire en fonction du rapport entre la vitesse de l'écoulement et celle du son.
- L’aérodynamique incompressible concerne les écoulements pour lesquels le nombre de Mach est inférieur à 0,2 ou 0,3 environ (selon les cas), ce qui autorise certaines hypothèses simplificatrices.
- L’aérodynamique compressible quant à elle se subdivise en aérodynamique :
  - subsonique à  Mach < 1 et le Mach critique, ce qui correspond à une vitesse d'écoulement localement supérieure à la vitesse du son ;
  - transsonique à Mach compris entre le Mach critique et 1 ;
  - supersonique à Mach entre 1 et 5 et hypersonique au-delà.

## Modèles mathématiques
L'aérodynamique est une science qui fait partie de la mécanique des fluides, appliquée au cas particulier de l'air. À ce titre, les modèles mathématiques qui s'appliquent sont :
- les équations de Navier-Stokes lorsque les effets visqueux ne sont pas négligeables. Le paramètre principal quantifiant ces effets est le nombre de Reynolds ;
- les équations d'Euler ou de fluide parfait, lorsque les effets visqueux sont négligeables ;
- l'équation de Stokes lorsque les effets visqueux sont prépondérants et les effets inertiels du fluide négligeables (nombre de Reynolds proche de zéro ;
- l'équation d'état du gaz (modèle du gaz parfait pour l'air).

## Efforts aérodynamiques

### Forces
Le champ de pression s'exerçant sur un obstacle induit globalement un torseur d'efforts où l'on considère généralement :
une force de traînéeFx, parallèle à la direction moyenne de l'écoulement ;
une force de dériveFy, perpendiculaire à la direction moyenne de l'écoulement, dans le plan horizontal ;
une force de portanceFz, perpendiculaire à la direction moyenne de l'écoulement, dans le plan vertical.
L'expression de la force est de la forme générale :
{\displaystyle F=q\,S\,C}
q étant la pression dynamique, {\displaystyle q={\frac {1}{2}}\,\rho \,V^{2}}
d'où : {\displaystyle F={\frac {1}{2}}\,\rho \,V^{2}\,S\,C}
avec :
- {\displaystyle \rho } (rhô) = masse volumique de l'air ({\displaystyle \rho } varie avec la température et la pression) ;
- S = surface de référence ;
- C = coefficient aérodynamique ;
- V = Vitesse relative du corps par rapport au fluide.

### Surface de référence
Définition de la surface de référence :
- pour une surface portante généralement bien profilée, S est la surface projetée sur le plan horizontal (ou sur le plan vertical médian pour un empennage vertical ou une dérive) ;
- pour un objet à forte traînée de forme (traînée de pression) comme une automobile, dont le Cx est 5 à 8 fois celui d'un fuselage d'avion[réf. souhaitée], on utilise plutôt le maître-couple ou la surface frontale[Note 1] ;
- pour un objet à faible traînée de forme comme un fuselage d'avion, on utilise le maître-couple (la surface frontale) ou éventuellement la surface mouillée.

Quelle que soit la surface de référence, cette surface de référence doit toujours être précisée (il n'y a jamais de surface de référence évidente).

### Coefficients
Les coefficients aérodynamiques sont des coefficients adimensionnels servant à quantifier les forces en x, y et z :
- Cx : le coefficient de traînée ;
- Cy : le coefficient de portance latérale ;
- Cz : le coefficient de portance.

Dans la littérature anglo-saxonne le coefficient Cx est désigné par Cd (drag) et Cz par Cl (lift) la portance. Dans la littérature allemande, Cx et Cz sont désignés respectivement par Cw (Widerstand) et Ca (Achsauftrieb). Les coefficients Cx, Cy et Cz sont sans dimension.
Les forces étant calculées ou mesurées expérimentalement (en soufflerie), les coefficients sont déterminés en posant  {\displaystyle C={\frac {F}{q\,S}}}
{\displaystyle C_{x,y,z}={\frac {F_{x,y,z}}{{\frac {1}{2}}\,\rho \,V^{2}\,S}}}
avec :
- S : surface de référence ;
- V : vitesse relative du vent.

#### Cas des fusées et missiles

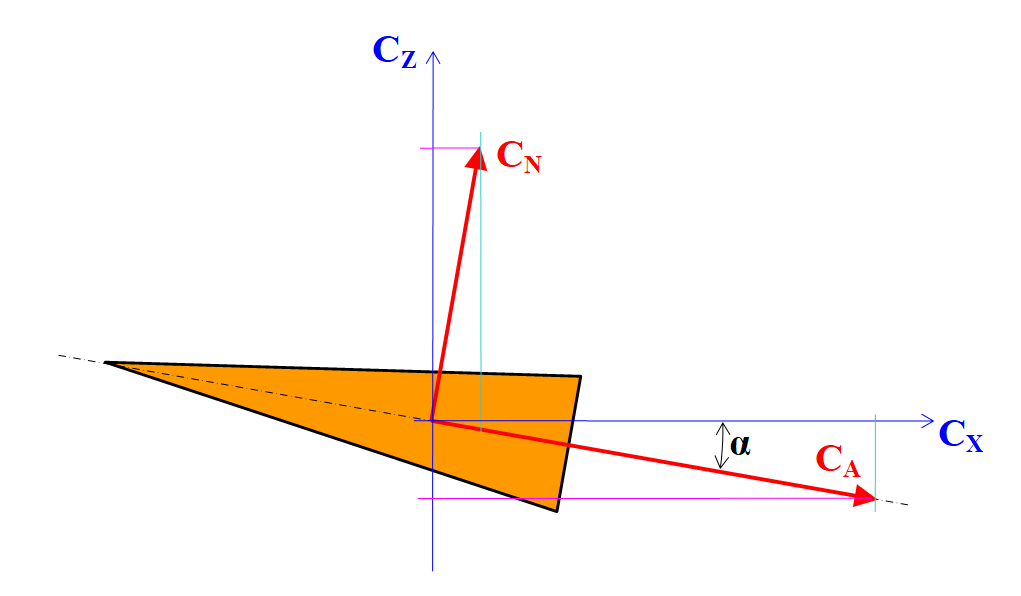
Conversion des coefficients adimensionnels fuséistes C_{n} et C_{a} en coefficients des avionneurs C_{z} et C_{x}.

Les fuséistes utilisent pour leurs calculs le coefficient de force normale Cn et le coefficient de force axiale Ca.
La force normale est la projection sur un plan normal à l'axe de l'engin de la résultante aérodynamique développée par le fuselage ou un organe aérodynamique.
La force axiale est la projection sur l'axe de l'engin de la résultante aérodynamique développée par le fuselage ou un organe.
La surface de référence utilisée dans l'établissement du Cn et du Ca est fréquemment la maîtresse section du fuselage de l'engin. Cependant, comme toujours en Mécanique des fluides, le choix de la surface de référence est libre : la seule obligation impérative est de toujours préciser ce choix (il faut toujours penser qu'il n'y a jamais de surface de référence évidente).
Ce qui rend pratique l'usage des coefficients fuséistes Cn et Ca, c'est que le Ca d'un engin (ou d'un de ses organes) ne peut avoir aucun effet directionnel sur cet engin (ce qui n'est pas le cas du Cx lorsque l'incidence est non nulle).
Les coefficients fuséistes Cn et Ca sont évidemment liés aux coefficient des avionneurs Cx, Cy ou Cz par des formules simples de conversions (pourvu que la même surface de référence soit utilisée pour tous ces coefficients).
Ces formules de conversion sont :
{\displaystyle C_{a}=C_{x}\cos \alpha -C_{z}\sin \alpha }
et :
{\displaystyle C_{n}=C_{x}\sin \alpha +C_{z}\cos \alpha }
Et dans l’autre sens :
{\displaystyle C_{x}=C_{n}\sin \alpha +C_{a}\cos \alpha }
et :
{\displaystyle C_{z}=C_{n}\cos \alpha -C_{a}\sin \alpha }

### La traînée
Le coefficient de traînée est le rapport : traînée / (surface de référence × pression dynamique).
En aviation, le coefficient de résistance est désigné par le coefficient de traînée, rapporté dans le cas de l'aile à sa surface projetée. La traînée totale est la somme de la traînée parasite (non liée à la portance) et de la traînée induite par la portance. On peut quantifier la traînée totale :
- par un coefficient global rapporté à la surface projetée de l'aile ou à la surface mouillée totale de l'avion ;
- par une « surface de traînée équivalente » ou « surface de plaque plane » qui aurait un Cx = 1. C'est l'équivalent du produit S'Cx pour une automobile.

En aérodynamique automobile, connaître le Cx n’est pas suffisant, il est nécessaire de connaître aussi la surface frontale du véhicule. Dans un bilan de traînées comparées, on utilise le produit S.Cx. On obtient une surface de traînée équivalente qui aurait un Cx = 1.
- la force de traînée est : {\displaystyle {\vec {F}}_{x}={\vec {q}}\,S\,C_{x}={\frac {1}{2}}\,\rho _{\mathrm {air} }\,{\vec {V}}^{2}\,S\,C_{x}}
  - ρair : masse volumique de l’air (1,225 kg/m3 à 15 °C au niveau de la mer)[Note 4]
  - V : vitesse de déplacement (en m/s)
  - S : surface de référence (surface projetée, surface mouillée, maître couple)
  - Cx : coefficient de traînée
- L'équation fondamentale {\displaystyle {\vec {F}}=m\,{\vec {a}}} permet de calculer cette force de traînée :

la masse d'air concernée est (à un coefficient caractéristique près) : {\displaystyle m=\rho _{\rm {air}}\,S\,V\,T}

l'accélération est (à un autre coefficient caractéristique près) : {\displaystyle a={\frac {1}{2}}\cdot {\frac {V}{T}}}

La force de traînée est :
{\displaystyle F_{x}={\frac {1}{2}}\,\rho _{\rm {air}}\,V^{2}\,S\,C_{x}}

### La portance
L’équation de la portance est similaire à celle de la traînée avec Cx remplacé par Cz ou bien Cy pour une portance latérale, d'où :
{\displaystyle F={\frac {1}{2}}\,\rho \,V^{2}\,S\,C_{z}}

### Rapport Portance / Traînée
Le rapport portance/traînée (Cz / Cx) d'un corps ou d'une aile est nommé finesse aérodynamique. Comme pour un aérodyne la portance est égale au poids, la finesse aérodynamique est le quotient du poids de l'engin par sa traînée ; elle représente donc le rendement de l'aérodyne en tant que générateur de portance

## Bilan des traînées et Puissance de vol
Nous considérerons ici seulement l’aérodynamique en régime subsonique à petit Nombre de Mach (avec peu ou pas d'effets dus à la  compressibilité de l'air). La connaissance des forces agissant sur un avion permet d’en déduire le comportement dans les différentes phases du vol.

### La traînée totale
En aérodynamique, il est d’usage de décomposer la traînée totale d’un avion en trois grandes catégories :
1. La traînée induite (par la portance) ;
2. La traînée parasite que l’on décompose elle-même en :
  - traînée de frottement,
  - traînée de forme ou traînée de pression,
  - traînée d’interférence ;
3. La traînée de compressibilité, ou traînée d'onde.

Cette multiplicité de dénomination est un découpage analytique visant à mettre en avant la contribution à la traînée de tel ou tel phénomène aérodynamique. Par exemple, la traînée induite renvoie à l'énergie induite par la portance de l'aile. La traînée d'onde renvoie à l'énergie dissipée au niveau de l'onde de choc.
En conséquence, Il convient de garder en mémoire qu'en termes physiques, seuls deux mécanismes contribuent à la traînée : le bilan de pression et le frottement pariétal (tangentiel). Ainsi, si on considère un élément de surface élémentaire de l'avion dS au point M muni d'une normale {\displaystyle {\tilde {n}}} et d'une tangente {\displaystyle {\tilde {t}}}, l'effort élémentaire sur cette surface s'écrit :
{\displaystyle {\tilde {F}}=\left(p(M)\,{\tilde {n}}+T_{w}\,{\tilde {t}}\right)\mathrm {d} S}
On voit que si on connaît en tout point de la surface de l'avion la pression {\displaystyle p(M)} et le frottement {\displaystyle T_{w}(M)}, on est en mesure d'exprimer l'ensemble des efforts aérodynamiques s'exerçant sur celui-ci. Pour ce faire, il suffit d'intégrer {\displaystyle {\tilde {F}}} sur toute la surface de l'avion. En particulier, la traînée s'obtient en projetant {\displaystyle {\tilde {F}}} sur un vecteur unitaire {\displaystyle {\tilde {u}}} opposé à la vitesse de l'avion. On obtient alors :
{\displaystyle F=\iint \limits _{S}{\tilde {F}}\cdot {\tilde {u}}\;\mathrm {d} S=\iint \limits _{S}p(M)\,{\tilde {n}}\cdot {\tilde {u}}\;\mathrm {d} S+\iint \limits _{S}T_{w}\,{\tilde {t}}\cdot {\tilde {u}}\;\mathrm {d} S}.
Dans cette expression de la traînée, le premier terme donne la contribution de la pression. C'est dans ce terme qu'intervient, via une altération du champ de pression, la traînée induite et la traînée d'onde. Le second terme regroupe la traînée de frottement, due au phénomène de couche limite liée à la viscosité de l'air.

#### Traînée induite
L'expression complète est traînée induite par la portance. Elle est causée par tout ce qui crée de la portance, proportionnelle au carré du coefficient de portance (Cz en français, Cl en anglais), et inversement proportionnelle à l'allongement effectif de l'aile. La traînée induite minimale est obtenue en théorie par une distribution de portance en envergure de forme elliptique. Cette distribution est obtenue en jouant sur la forme en plan de l'aile et sur son vrillage (variation du calage des profils en envergure).
Calcul de la résistance induite Ri :
{\displaystyle R_{i}={\frac {1}{2}}\,\rho \,V^{2}\,S\,C_{i}}
avec S surface de référence et Ci coefficient de traînée induite :
{\displaystyle C_{i}={\frac {C_{z}^{2}}{\pi \,\lambda \,e}}}
avec λ = allongement effectif de l'aile (allongement géométrique corrigé) et e = Oswald factor, inférieur à 1 (valeur variable, environ 0,75 à 0,85), pour tenir compte d'une répartition de portance en envergure non optimale.
La traînée induite est maximale à Cz élevé, donc à basse vitesse et/ou à haute altitude (jusqu’à plus de 50 % de la traînée totale). Le mécanisme de la traînée induite a été théorisé par Ludwig Prandtl (1918) de la manière suivante : Pour avoir une portance, il faut une surpression relative à l’intrados de l’aile et/ou une dépression relative à l’extrados de l’aile. Sous l'effet de cette différence de pression, l’air passe directement de l’intrados à l’extrados en contournant l'extrémité de l'aile. Il en résulte que, sous l’intrados, le flux d’air général se trouve dévié latéralement vers l’extrémité de l’aile, et que sur l’extrados le flux d’air se trouve dévié vers le centre de l’aile. Lorsque les flux respectifs de l’intrados et de l’extrados finissent par se rejoindre au bord de fuite de l’aile, leurs directions divergent, ce qui cause à la fois la traînée induite et des tourbillons en arrière du bord de fuite.[réf. souhaitée]
La puissance de ces tourbillons est maximale à l’extrémité de l’aile (tourbillons marginaux).
L'énergie invisible contenue dans ces masses d'air en rotation constitue un danger pour la navigation aérienne. Elle impose une distance de séparation minimale entre avions, spécialement pour des avions légers suivant des avions de ligne.
La traînée induite est une composante importante de la traînée totale, notamment aux basses vitesses (forts coefficients de portance, et de même pour les voiles de bateaux). Réduire la traînée induite à une vitesse donnée suppose de diminuer le Cz de vol (diminuer la charge alaire), augmenter l'allongement effectif et répartir la portance en envergure de façon optimale (répartition elliptique).
Pour diminuer la traînée induite :
- les planeurs ont des ailes à grand allongement ;
- les extrémités d’ailes d'avions de ligne peuvent porter des ailettes ou winglets qui augmentent l'allongement effectif et peuvent récupérer une partie de l’énergie du tourbillon marginal (vortex) ;
- les avions rapides ont des ailes dont la forme en plan et le vrillage des profils donnent une répartition de portance proche de l'ellipse :
  - soit un trapèze d'effilement voisin de 0,5. Les avions de ligne qui volent à Mach élevé (0,85) présentent un effilement supérieur, de l'ordre de 0,3, à cause de l'angle de flèche des ailes (environ 25 - 30°) qui a pour effet de surcharger les extrémités de la voilure,
  - soit une ellipse comme l'aile du Spitfire. Il semble néanmoins que le plan en ellipse n'amène pas d'avantage vraiment significatif ; il n'a pas été repris depuis.

#### Traînée de frottement
Dans l’écoulement d’un fluide sur une surface on constate au voisinage immédiat de la surface un ralentissement du fluide. L’épaisseur où le fluide est ralenti s’appelle la couche limite. Dans la couche limite les molécules d'air sont ralenties, ce qui se traduit par une perte d'énergie qui doit être compensée par l’énergie fournie par la propulsion de l’avion.
Nombre de Reynolds (à développer)  {\displaystyle {\text{Re}}={\frac {VL}{\nu }}} avec
{\displaystyle V} : vitesse en m/s ;
{\displaystyle L} : longueur du corps ou corde du profil en m ;
{\displaystyle \nu } : viscosité cinématique du fluide (varie avec la température, environ 15,6 × 10-6 à 25 °C pour l'air).

#### Traînée de forme
La résistance aérodynamique d’un objet dépend de sa forme. Si l’on compare les traînées d'un disque perpendiculaire à l'écoulement, d'une sphère de même diamètre et d'une forme profilée également de même diamètre (présentant la forme dite de façon abusive "en goutte d’eau"), on constate que la sphère suscite 50 % de la résistance du disque, et la "goutte d’eau" à peine 5 % de la résistance de ce même disque. La traînée de forme est minimale quand l'écoulement n'est pas décollé. Les variations de section brutales du corps amènent des décollements, de la turbulence et donc de la traînée. Afin de réduire les décollements et la turbulence, il faut "profiler" le corps.

#### Traînée de profil
Le coefficient de traînée d'un profil, valable pour une incidence, un allongement, un nombre de Reynolds et un état de surface (rugosité) donnés, est la somme de la traînée de frottement et de la traînée de forme (décollements). Un corps bien profilé a une composante de traînée de forme nettement plus faible que sa traînée de frottement ; son coefficient de traînée est alors rapporté à sa surface mouillée ou à sa surface en plan. Les avions les mieux profilés (les planeurs) ont un coefficient de traînée global rapporté à leur surface mouillée à peine supérieur au coefficient de frottement d'une plaque plane de même surface.
Un corps mal profilé a une composante de traînée de forme nettement plus forte que sa traînée de frottement ; son coefficient de traînée Cx est alors rapporté à sa surface frontale S (le produit S.Cx donnant la surface de traînée en automobile).

#### Traînée d’interférence
La distribution de portance en envergure est localement perturbée par la présence du fuselage ou des nacelles moteurs. Elle présente en général des pics (aux emplantures d'ailes) et un creux (au niveau du fuselage, entre ces deux pics).

#### Traînée de compressibilité
C'est une traînée rencontrée lorsque la vitesse d'écoulement impose une variation de densité au fluide, comme les ondes de chocs en aérodynamique transsonique et supersonique.

### La puissance totale de vol
La puissance de vol est le produit de la somme des traînées par la vitesse :
{\displaystyle P=R_{\rm {tot}}V}
La traînée totale étant :
{\displaystyle R_{\rm {tot}}=q\,S\,C_{x}}
avec la pression dynamique :
{\displaystyle q={\frac {1}{2}}\,\rho _{air}\,V^{2}}
La puissance résistante (l'énergie dépensée par unité de temps) est :
{\displaystyle P=R_{\rm {tot}}\,V={\frac {1}{2}}\,\rho _{\rm {air}}\,V^{3}\,S\,C_{x}}
avec P en watts, Rtot en newtons et V en m/s,

ρair étant la masse volumique de l'air en kg/m3

Cx étant le coefficient de traînée totale rapporté à la surface portante S en m2

#### Puissance minimale de vol
La traînée de frottement varie (et augmente) à peu de chose près (influence du Reynolds) avec le carré de la vitesse. Par contre la traînée induite diminue avec la vitesse et tend vers zéro à très grande vitesse. Il existe une vitesse, supérieure à la vitesse de décrochage mais inférieure à la vitesse de finesse max, où la puissance de vol est minimale. Cette vitesse est celle du taux de chute minimum pour un planeur.

## Les termes de l'aérodynamique de l'aile

### Termes géométriques
AllongementL’allongement d'une surface portante, sur un aérodyne à voilure fixe (non tournante), est le rapport entre l’envergure et la corde moyenne ; c'est aussi le rapport du carré de l'envergure à la surface. C’est une caractéristique essentielle pour la finesse. Plus l’allongement est grand, plus la finesse de l’aile est grande (plus l’angle de plané est faible). La pente de portance dépend de l'allongement.
Angle de calageAngle formé par la corde de l’aile et l’axe de référence du fuselage.
Angle d’incidenceAngle formé par la corde de profil de l’aile et le vecteur vitesse, aussi appelé angle d’attaque.
Bord d’attaqueDans le sens de l'écoulement, c'est la partie avant du profil. Il est généralement de forme arrondie, de rayon plus important sur les machines subsoniques et plus fin sur les machines supersoniques.
Bord de fuiteDans le sens de l'écoulement, c'est la partie arrière et amincie du profil.
CambrureC'est la dissymétrie entre les deux surfaces du profil d'une aile.
Corde de profilC'est le segment de droite reliant le bord d’attaque au bord de fuite (voir aussi profil).
Dièdre(voir dièdre (avion))
Effilementc'est le rapport de la corde d'extrémité sur la corde d'emplanture; il peut être égal à 1 (aile dite "à corde constante") ou inférieur à 1 (aile trapézoïdale "effilée").
EmplanturePartie de l’aile en contact avec le fuselage.
EnvergureDistance entre les deux bouts d’aile.
Épaisseur relativeRapport de l'épaisseur (distance maximum entre intrados et extrados) à la corde du profil.
ExtradosSurface supérieure de l’aile ou du profil.
IntradosSurface inférieure de l’aile ou du profil.
HypersustentateursLes dispositifs hypersustentateurs sont le plus souvent des surfaces mobiles dont la fonction est de modifier la courbure de profil de l’aile afin d’en augmenter la portance. Ils sont généralement constitués de becs de bord d’attaque et de volets de courbure disposés au bord de fuite. Le bec de bord d’attaque prolonge vers l’avant et vers le bas la courbure du profil pour augmenter l'incidence maximale et donc la portance maximale du profil. Les volets de courbure sont braqués vers le bas pour augmenter la portance, mais cela augmente aussi la traînée aérodynamique (cet effet de freinage est recherché à l'atterrissage, mais pas au décollage). Ils sont utilisés pour les phases de vol à basse vitesse (décollage, atterrissage, ravitaillement en vol d'un chasseur à réaction supersonique par un avion ravitailleur subsonique). Les volets de courbure sont parfois braqués vers le haut à vitesse élevée pour réduire et adapter la cambrure (courbure) du profil au Cz de vol, ce qui réduit légèrement la traînée (planeurs). 
 Il existe d'autres dispositifs hypersustentateurs faisant appel au contrôle de l'écoulement : soufflage, aspiration de la couche limite. Le souffle des hélices augmente de façon très importante la portance des surfaces placées derrière elles.
Profilvoir Profil (aéronautique).
SaumonCarénage de forme variable, le plus souvent arrondi, disposé à l'extrémité de l’aile. Une aile peut cependant être coupée net, sans présenter de saumon.
Surface alaireC’est la surface projetée de l’aile dans le plan horizontal, y compris la surface incluse dans le fuselage.
WingletCe sont des extensions généralement verticales fixées à l’extrémité de l’aile dans le but d’augmenter l'envergure efficace de l’aile (et donc son allongement effectif) pour diminuer la traînée induite par la portance. Correctement installés, les winglets peuvent récupérer une partie de l'énergie dissipée dans les tourbillons marginaux.

### Termes aérodynamiques
Angle de planéAngle compris entre l’horizontale et la trajectoire (descendante).
Couche limiteCouche d’air au contact de la surface de l’aile. Les particules au voisinage immédiat de l’aile sont dotées d’une vitesse propre inférieure à celles situées dans la couche plus externe. Des études récentes (référence ?) montrent que dans ce cadre la traînée aérodynamique d'une surface très finement striée peut être inférieure à celle d'une surface lisse.
Décrochage du profilLorsque, à vitesse constante du fluide on accroît la valeur de l'angle d'incidence, la portance générée par le profil augmente, passe par un maximum (entre 15 et 18 degrés, approx.) et diminue plus ou moins brutalement. Les caractéristiques de ce phénomène dépendent du profil considéré, de l'allongement de la surface et des conditions de l'écoulement (nombre de Reynolds, nombre de Mach, état de la couche-limite).
Décrochage de l'aileLe décrochage commence localement à l'endroit le plus chargé aérodynamiquement, et s'étend plus ou moins brusquement à toute la surface de l'aile. L'asymétrie du décrochage (qui peut amener une perte de contrôle en roulis) est plus dangereuse que le décrochage lui-même.
FinesseRapport entre la portance et la traînée. C'est aussi le rapport de la vitesse horizontale sur la vitesse de chute : pour un appareil volant à 180 km/h (soit 50 m/s) et une vitesse de chute de 5 m/s la valeur du rapport est de 10. C'est aussi le rapport entre la distance parcourue et la perte d'altitude : pour une finesse de 10, quand l'avion parcourt 10 m, il descend de 1 m. La finesse maximale ne dépend pas du poids mais du coefficient de portance et donc de l'incidence de l’aile. La vitesse de finesse maximale augmente avec le poids pour un même avion.

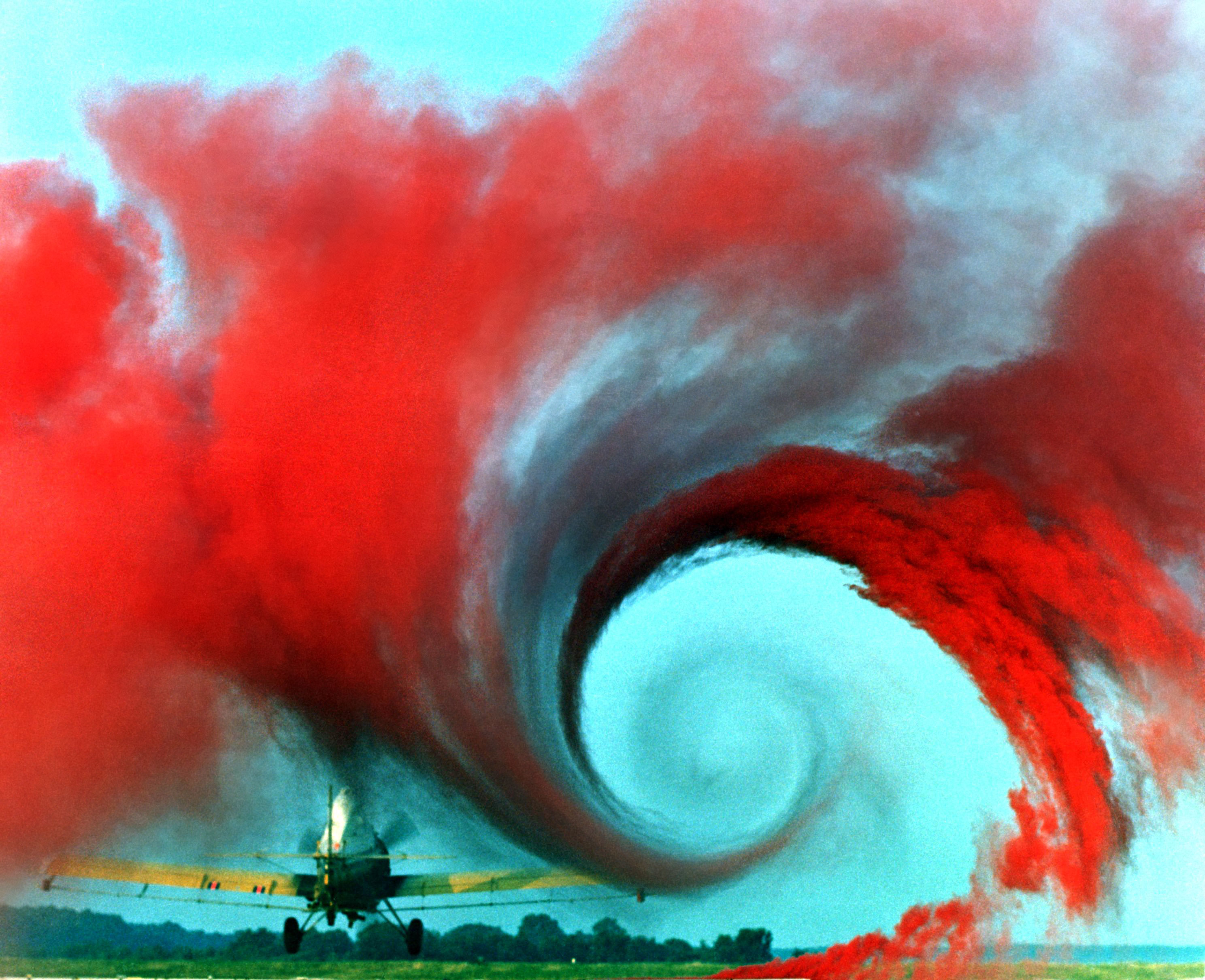
Étude de la NASA sur les tourbillons créés par les extrémités de voilure qui a montré l'évolution de nuages de fumées dans le sillage d'un avion, illustrant ainsi leur taille et leur puissance.

Moments aérodynamiquesCe sont les couples qui s’appliquent sur les trois axes d'un aéronef. On distingue les moments de tangage, de roulis et de lacet.
Nombre de ReynoldsNombre sans dimension représentant le ratio entre les forces d'inerties et les forces visqueuses sur un corps. Pour une géométrie donnée, il sert à déterminer la transition de la Couche limite existant sur le corps depuis un état laminaire jusqu'à un état turbulent.
PortanceForce perpendiculaire au flux de l’air et orientée vers l’extrados (surface extérieure de l’aile située sur le dessus). Pour comprendre la portance, il faut se remémorer nos cours de physique newtonienne. Tout corps au repos reste au repos, et tout corps animé d’un mouvement continu rectiligne conserve cette quantité de mouvement jusqu’à ce qu’il soit soumis à l’application d’une force extérieure. Si l’on observe une déviation dans le flux de l’air, ou si l’air à l’origine au repos est accéléré, alors une force y a été imprimée. La physique newtonienne stipule que pour chaque action il existe une réaction opposée de force égale. Ainsi, pour générer une portance, l’aile doit créer une action sur l’air qui génère une réaction appelée portance. Cette portance est égale à la modification de la quantité de mouvement de l’air qu’elle dévie vers le bas. La quantité de mouvement est le produit de la masse par la vitesse. La portance d’une aile est donc proportionnelle à la quantité d’air dévié vers le bas multipliée par la vitesse verticale de cet air. Pour obtenir plus de portance, l’aile peut soit dévier plus d’air, soit augmenter la vitesse verticale de cet air. Cette vitesse verticale derrière l’aile est le flux descendant.
Tourbillon marginalTourbillon présent à l'extrémité d'une surface portante, généré par la différence de pression entre l’intrados et l’extrados. Ce tourbillon peut être très marqué dans le cas d'une aile à faible allongement et à forte incidence (aile delta, Concorde au décollage). Une partie de l'énergie dissipée dans ce tourbillon peut être récupérée en prolongeant l'aile par des ailettes spécifiques appelées winglets.
TraînéeLa traînée aérodynamique est la résultante des forces qui s’opposent au mouvement d’un mobile dans un gaz; c’est la résistance à l’avancement. Elle s’exerce dans la direction opposée à la vitesse du mobile et s’accroît avec le carré de la vitesse, excepté pour la composante de traînée induite par la portance qui diminue avec la vitesse.
- Ordre de grandeur : la traînée aérodynamique est de l'ordre de :
  - 2 à 3 % de la portance pour un planeur de compétition (finesse 50) ;
  - 5 % pour un avion de ligne récent ou pour un moto-planeur (finesse 20) ;
  - 7 à 12 % pour un avion léger (finesse 14 à 8) ;
  - 12 à 25 % pour une machine à faible allongement (Concorde) ou peu profilée (ULM pendulaire).

À vitesse stabilisée, la traînée est équilibrée par une force propulsive : 

- pour un avion à moteur en vol en palier, c'est la poussée du propulseur (hélice, réacteur) ;
- pour un planeur (ou un avion moteur coupé) en descente, c'est la composante propulsive de la portance de l'aile (la perte d'altitude étant une perte d’énergie potentielle).

## Aérodynamique numérique
Les essais en soufflerie sont le plus souvent inaccessibles aux particuliers de par leur coût très élevé. Depuis les années 1980, plusieurs logiciels ont été développés permettant de traiter numériquement l'aérodynamique de corps fuselés (en écoulement peu ou pas décollé) et sont maintenant disponibles sur Internet. La puissance de calcul croissante des ordinateurs personnels depuis les années 1990 a rendu la plupart de ces logiciels facilement exploitables, avec des temps de calcul très courts.